# Azanus uranus
Azanus uranus är en fjärilsart som beskrevs av Butler 1886. Azanus uranus ingår i släktet Azanus och familjen juvelvingar. Inga underarter finns listade i Catalogue of Life.